# Singureni (Rîșcani)
Singureni est un village du district de Rîșcani, en Moldavie. Le village compte 1 848 habitants en 2014.

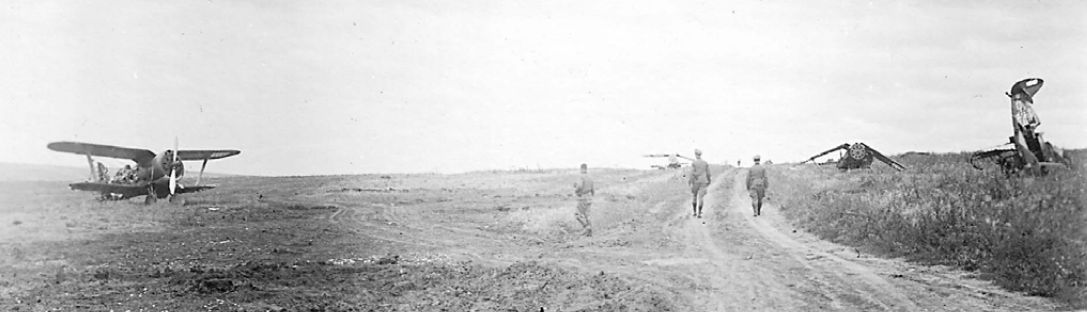
Avions détruits de l’Armée rouge Polikarpov I-153 de l’IAP-55 le 22 juin 1941 sur l’aérodrome militaire de Bălți à Singureni

 Pendant la Seconde guerre mondiale l’aérodrome militaire de Singureni servait de base militaire aérienne principale de Bălți pour les différentes escadres des forces aériennes soviétique , allemandes et Escadrille blanche. Cinq bases aériennes avancées dans les localités voisines étaient rattachées à la base aérienne principale de Singureni, dont deux en RSSM et trois en RSSU, sur lesquelles stationnaient notamment les escadrons de l’IAP-55.

## Personnalités notables
- Leonid Bujor